# Івана Миличевич
Іва́на Миличе́вич (хорв. Ivana Miličević; нар. 26 квітня 1974, Сараєво, СФРЮ) — американська актриса і модель хорватського походження. Найбільш відома головною роллю Керрі Гоупвелл / Анастасії Рабітової в телесеріалі «Банші» (2013—2016).

## Біографія
Народилася 26 квітня 1974 року в Сараєві, столиці СР Боснія і Герцеговина, у хорватській родині Дамира і Тонки Миличевич (Damir / Tonka Miličević). Емігрувала разом із сім'єю до США у 1979 році. Зростала в містечку Атени, штат Мічиган, під час поїздки до міста Чикаго дівчина потрапила на очі скаутам модного журналу та почала кар'єру фотомоделі. Зріст Івани — 172 см.
Після закінчення середньої школи (англ. Athens High School, 1992) переїхала до Лос-Анджелеса, де брала участь у стендап-виступах. У 1996 році зіграла епізодичну роль колишньої дівчини головного героя фільму «Джеррі Магуайер» з Томом Крузом та Кубою Гудінгом молодшим. Зіграла одну з головних героїнь, модель Роксану, в романтичній комедії «Голова обертом» у 2001 році. Після цього Івану Мілічевіч запрошували на невеликі ролі в голлівудських фільмах: «Ванільне небо» (2001, знову з Томом Крузом), «Між небом і землею» (2005, із Різ Вітерспун і Марком Руффало) та інші.
У 2006 році зіграла помітну роль у бондіані — дівчину Ле Шиффра, головного противника агента Джеймса Бонда, у фільмі «Казино „Рояль“». У 2008 році зіграла одну з основних ролей у фільмі «Недолугий захист». У відеовставках до двох комп'ютерних ігор серії Command & Conquer: Red Alert 3 (2008—2009) грала роль радянського офіцера зв'язку Даші Федорович.
У 2010 році з'явилася в серіалі «Гаваї 5.0», у 2011 — у фільмі «Скільки у тебе?». У 2013—2016 роках грала головну роль у телесеріалі «Банші» з новозеландським актором Ентоні Старром, у 2016—2017 знімалася в телесеріалі «Ґотем», у 2018 році приєдналася до акторського складу серіалу «Сотня».

## Особисте життя
14 квітня 2018 року народила сина Фенікса Джеді Гоґана. Миличевич і Педді Гоґан одружилися 29 грудня 2018 року.
Має двох братів, Томислава («Томо») і Філіпа. Томо Миличевич — гітарист альтернативної рок-групи «Thirty Seconds to Mars».

## Фільмографія

### Фільми
| Рік  |    | Українська назва               | Оригінальна назва                       | Роль                                    |
| ---- | -- | ------------------------------ | --------------------------------------- | --------------------------------------- |
| 1995 | ф  | Діти кукурудзи 3: Міські жнива | Children of the Corn III: Urban Harvest | послідовниця Ілая (в титрах не вказана) |
| 1996 | ф  | Джеррі Магуайер                | Jerry Maguire                           | колишня дівчина                         |
| 1997 | ф  | Божевільна шістка              | Crazy Six                               | Анна                                    |
| 1997 | тф |                                | The Devil's Child                       | Івана Мілавіч                           |
| 1998 | ф  | Після смерті                   | Postmortem                              | Гвен Тернер                             |
| 1998 | ф  | Ворог держави                  | Enemy of the State                      | клерк в магазині                        |
| 1999 | ф  |                                | Love Stinks                             | Ембер                                   |
| 1999 | ф  | Будинок нічних примар          | House on Haunted Hill                   | актрорка (видалена сцена)               |
| 2001 | ф  | Голова обертом                 | Head Over Heels                         | Роксана                                 |
| 2001 | ф  | Прибулець                      | Impostor                                | бандитка                                |
| 2001 | ф  | Ванільне небо                  | Vanilla Sky                             | Емма                                    |
| 2003 | ф  |                                | Down with Love                          | Іветт                                   |
| 2003 | ф  | Реальна любов                  | Love Actually                           | Стейсі                                  |
| 2003 | ф  | Час розплати                   | Paycheck                                | Майя                                    |
| 2004 | тф | Франкенштейн                   | Frankenstein                            | Еріка Геліос                            |
| 2005 | ф  | Дещо про неї                   | Her Minor Thing                         | Зса Зса                                 |
| 2005 | ф  | Хочу бути тобою                | In Her Shoes                            | Керолайн                                |
| 2005 | ф  | Між небом і землею             | Just like Heaven                        | Катріна                                 |
| 2005 | ф  | Капкан часу                    | Slipstream                              | Сара Теннер                             |
| 2006 | ф  | Чума                           | The Plague                              | Джин Рейнор                             |
| 2006 | ф  | Казино Рояль                   | Casino Royale                           | Валенка                                 |
| 2006 | ф  | Панічна втеча                  | Running Scared                          | Міла Югорскі                            |
| 2007 | ф  | Битва у Сієтлі                 | Battle in Seattle                       | Карла                                   |
| 2008 | ф  | Недолугий захист               | Witless Protection                      | Мадлен                                  |
| 2010 | ф  | Пригоди на Багамах             | Beneath the Blue                        | Гвен                                    |
| 2011 | ф  | Скільки у тебе?                | What's Your Number?                     | Джасінда                                |
| 2011 | ф  | Виття: Переродження            | The Howling: Reborn                     | Кетрін Кідман / Кей                     |
| 2015 | ф  | Алоха                          | Aloha                                   | біограф Карсона                         |
| 2016 | ф  | Жіноча бійка                   | Catfight                                | Рейчел                                  |
| 2017 | ф  | Женоненависники                | The Misogynists                         | Саша                                    |
| 2022 | ф  | Зламаний солдат                | Broken Soldier                          | Еллі                                    |

### Серіали
| Рік       |    | Українська назва             | Оригінальна назва           | Роль                                                         |
| --------- | -- | ---------------------------- | --------------------------- | ------------------------------------------------------------ |
| 1997      | с  | Сайнфелд                     | Seinfeld                    | Патті (Епізод: "The Comeback")                               |
| 1997      | с  | Няня                         | The Nanny                   | Таша (Епізод: "No Muse Is Good Muse")                        |
| 1998      | с  |                              | The Army Show               | рядовий Лана Повач (4 епізоди)                               |
| 1998—1999 | с  |                              | Felicity                    | Сенса (2 епізоди)                                            |
| 2000      | с  | Детектив Неш Бріджес         | Nash Bridges                | Чейз (2 епізоди)                                             |
| 2001—2002 | с  | Розум одруженого чоловіка    | The Mind of the Married Man | Міссі (20 епізодів)                                          |
| 2002      | с  | Баффі — переможниця вампірів | Buffy the Vampire Slayer    | Саманта Фінн (Епізод: "As You Were")                         |
| 2002      | с  | Журнал мод                   | Just Shoot Me!              | Катінька (Епізод: "Mr. Jealousy")                            |
| 2003      | с  | Друзі                        | Friends                     | Корі Вестон (Епізод: "The One with the Memorial Service")    |
| 2003      | с  | Усі жінки — відьми           | Charmed                     | Міст (2 епізоди)                                             |
| 2004      | с  | Цирк дю Солей                | Cirque du Soleil: Solstrom  | дует молодят (Епізод: "Twin Winds")                          |
| 2004      | с  | C.S.I.: Місце злочину Маямі  | CSI: Miami                  | Джен Кемп (Епізод: "Wannabe")                                |
| 2004      | с  | Лас-Вегас                    | Las Vegas                   | Енджі Логан (Епізод: "My Beautiful Launderette")             |
| 2004—2005 | с  |                              | One on One                  | Раня Роченко (4 епізоди)                                     |
| 2006      | с  |                              | Love Monkey                 | Джулія (8 епізодів)                                          |
| 2007      | с  |                              | Ugly Betty                  | Лена (2 епізоди)                                             |
| 2007      | с  |                              | Fallen                      | Аріель (4 епізоди)                                           |
| 2008      | с  | Чак                          | Chuck                       | Ільза Трінчіна (Епізод: "Chuck Versus the Undercover Lover") |
| 2008      | с  | Доктор Хаус                  | House                       | жінка у чорному (Епізод: "House's Head")                     |
| 2008      | с  | Живий за викликом            | Pushing Daisies             | Гедда Лілліхаммер (Епізод: "The Norwegians")                 |
| 2009      | с  | Без сліду                    | Without a Trace             | Лана (Епізод: "Heartbeats")                                  |
| 2009      | с  | Дорогий доктор               | Royal Pains                 | Кайлі (Епізод: "Nobody's Perfect")                           |
| 2010      | с  | Гаваї 5.0                    | Hawaii Five-0               | Надія Лукович / Наталі Рід (Епізод: "Ohana")                 |
| 2011      | с  | Ангели Чарлі                 | Charlie's Angels            | Надія Іванова (Епізод: "Angel with a Broken Wing")           |
| 2012      | с  | Ясновидець                   | Psych                       | місс Івана (Епізод: "Autopsy Turvy")                         |
| 2013—2016 | с  | Банші                        | Banshee                     | Керрі / Анастасія (38 епізодів)                              |
| 2016      | с  | Гастролери                   | Roadies                     | Морі́н (Епізод: "The Corporate Gig")                          |
| 2016      | с  | Влада у нічному місті        | Power                       | Карен Бассет (4 епізоди)                                     |
| 2016—2017 | с  | Ґотем                        | Gotham                      | Марія Кайл (3 епізоди)                                       |
| 2018—2020 | с  | Сотня                        | The 100                     | Шармін Дійоза (24 епізоди)                                   |
| 2020—2021 | мс | Кастлванія                   | Castlevania                 | Стріґа (озвучення, 8 епізодів)                               |
| 2020      | с  | Удар у відповідь: Вендета    | Strike Back: Vendetta       | Аріанна Демачі (8 епізодів)                                  |

### Відеоігри
| Рік  |    | Українська назва                          | Оригінальна назва                         | Роль           |
| ---- | -- | ----------------------------------------- | ----------------------------------------- | -------------- |
| 2008 | вг | Command & Conquer: Red Alert 3            | Command & Conquer: Red Alert 3            | Даша Федорович |
| 2009 | вг | Command & Conquer: Red Alert 3 – Uprising | Command & Conquer: Red Alert 3 – Uprising | Даша Федорович |